# Bloons Tower Defense
Bloons Tower Defense är en serie av Tower defense-spel i serien Bloons skapad av Ninja Kiwi. Spelet gjorde internationell succé och har uppdaterats flera gånger, exempelvis släpptes version 32.0 (Bloons TD 6) den 3 augusti 2022 och innebar bland annat en uppdatering till 3D-grafik.

## Spelsätt
Huvudsyftet med spelet är hindra ballonger, kända i spelet som bloons (blonger), från att nå slutet på spelplanen. Spelaren har flera olika torn till sitt förfogande för att försvara sig mot bloons. Som pilapor, Tack Shooters, kanoner, den kraftfulla Superapa och andra i de många olika versionerna av spelet. Spelplanen består av en bestämd bana med en eller flera ingångar och utgångar. När en bloon når slutet på banan förlorar spelaren liv. När spelaren har förlorat alla liv förlorar man spelet.

### Bloons
Bloons är fienden i spelet. De kommer in vid ingångarna på spelplanen och följer en speciell bana innan de når slutet eller blir "poppade". Det finns många olika typer av bloons där de större innehåller flera mindre bloons. Vissa bloons har speciella styrkor och förmågor. M.O.A.B.-typen är större än vanliga bloons och tar hundratals träffar att förstöra.

### Torn
Torn är den huvudsakliga försvarsegenskapen i BTD-serien. Tornen kostar pengar. Varje torn har sitt eget bestämda syfte, styrka och användning. En del är starka mot vissa bloons medan de knappt kan smälla vissa. Under seriens gång har tornen blivit ändrade och många nya tillagda. Torn har två olika uppgraderingsvägar. En med en specialegenskap och en som ett väldigt starkt torn.

### Uppgraderingar
Alla torn kan uppgraderas för att öka sin kraft eller andra förmågor. I BTD4 har varje torn en "hemlig" uppgradering som är väldigt kraftfull. Dessa är dyra och behöver bli upplåsta innan användning. Det är den starkaste och sista uppgraderingen för varje torn. I BTD5 har varje torn två uppgraderingsvägar med fyra uppgraderingar i varje. Efter två uppgraderingar i varje väg är den en delning. Efter att den tredje uppgraderingen är köpt på någon av vägarna är den andra vägen låst över uppgradering två. I BTD5 finns det Special Agents Pros som blir upplåsta efter att ha placerat ut en speciell Special Agent tillräckligt många gånger.

## Källa
Denna artikel är helt eller delvis baserad på en artikel från Engelska-Wikipedia
1. ↑  Burrell, Henry. ”Ninja Kiwi sold to Sweden’s MTG for $271m” (på engelska). businessdesk.co.nz. https://businessdesk.co.nz/article/technology/ninja-kiwi-sold-to-swedens-mtg-for-271m. Läst 23 september 2022.
2. ↑  ”Bloons TD 6” (på engelska). Bloons Wiki. https://bloons.fandom.com/wiki/Bloons_TD_6. Läst 23 september 2022.